# ワンピース 海賊無双2
『ワンピース 海賊無双2』（ワンピース かいぞくむそう2）は、バンダイナムコゲームスから2013年3月20日にPlayStation 3、PlayStation Vitaで発売されたアクションゲーム。

## 概要
2012年に発売された『ワンピース 海賊無双』の続編。PS3に加え新たにPS Vitaとのマルチプラットホームとなった。PS Vita版のほうが一画面に表示される敵の数が若干少ないなど細かい差があるが、両ハードとも内容は同じでセーブデータを共有することができる。また、PS3版は前作のセーブデータを持っているとゲーム内のベリー（金）が貰える特典を得られる。発売前の3月7日、PS3版のみPlayStation Storeで体験版が配信された。使用キャラはルフィとローで、ステージは空島、ボスはエネルとなっている。出荷数は前作同様発売初日で50万本を突破した。
前作の原作を追体験するメインログモードに代わり、本作はオリジナルストーリーが展開されるパイレーツログモードが搭載されている。プレイアブルキャラは前作から大幅に増え、麦わらの一味は新世界編仕様にリニューアルされている（前作の旧バージョンも使用可能）、新ステージはパンクハザードを始め前作には登場しなかった空島やスリラーバークが新たに登場している。前作にあったチャレンジモードやオンラインモードは引き続き搭載されている。

## システム
スタイルアクション
本作に登場した新システム。スタイルゲージをためることで発動し、一定時間特殊な効果を得ることができる。全てのキャラは「アタッカー」か「テクニカル」のどちらかに属している。アタッカーは攻撃力や敵を吹き飛ばす力が大幅に上がり、よろけにくくなる。テクニカルは敵の動きが遅く見えるようになり、コンボがより繋げやすくなる。ルフィやエースなど原作での「覇王色の覇気」の所有者はスタイルアクション発動時に周囲の敵を気絶させることができる「覇気アクション」が発動する。青雉や赤犬といった自然系（ロギア）の悪魔の実の能力者は、スタイルアクションが発動すると攻撃をすり抜けることができるようなる「ロギアアクション」が発動する。この状態ではスタイル アクション以外の攻撃を無効化できる。
仲間ストライク
前作から仕様が変わっており、スタイルアクション時に敵を倒すとゲージが増えていき、最大になると仲間ストライクを発動できる。パートナーが特定のキャラ同士だと特別な掛け合いになり、プレイアブルキャラなら一定時間パートナーを操作できる（この点は前作共通）。また、パートナーにもレベルが設定されており、攻撃力を上げる、仲間ストライクの持続時間を長くするなどの効果を得られる。
スキル
メインエピソードを進めるとスキルノートを入手できる。ノートにセットされたコインを集めて、タテ・ヨコ・ナナメのいずれか1列を揃えることでビンゴが完成する。ビンゴが完成した数に応じて、リストに載っているプレイヤースキルを覚えることができる。効果はコンボの強化、敵を気絶しやすくするなど、それぞれ種類が異なる。同じスキルを覚えることで、スキルのレベルが上がるものもある。
キャラクターの成長
前作でのレベルは50であったが、本作ではある条件を満たせば、レベルの上限を上げることができる「成長限界突破の書」がベリーショップに並ぶ。
ベリーショップ
ゲーム内で獲得したベリー（金）を使い、CGムービーやBGM、追加コスチュームなどを購入できる。

## パイレーツログモード
本作のメインモード。前作にあったアドベンチャーステージは廃止されている。始めはルフィしか使えないがシナリオを進めていくごとに使用できるキャラが増えていく。各エピソードにはオススメキャラが設定されており、オススメキャラでクリアすると通常よりも多くのコインを入手できる可能性がある。オンラインモードではほかのプレイヤーと協力してミッションに挑むことができる。
人の正気を失わせる謎の霧を生み出す「狂乱貝（マッドダイアル）」と正気を失った者を自在に操ることができる「操作貝（コントロールダイアル）」によって、世界情勢が大きく崩れ海賊・海軍が入れ乱れた戦いに発展するというオリジナルストーリーが展開される。時間軸は新世界編を基準にしているが、エースや白ひげが生存しているパラレルワールドになっている。
メインエピソードをクリアしていくと別モードの「仲間エピソード」が出現する。1人につき1ステージ用意されており、選んだキャラクターがボスとして出現し、クリアすると仲間としてミッションに連れて行けるようになる。

## 登場キャラクター

### プレイアブルキャラクター
☆印は新キャラ、△は前作からの昇格キャラ。プレイアブルキャラは前作の13人から27人に増加。前作の麦わらの一味9人の旧バージョンと黒ひげの2バージョンを含めると使用キャラは37人になる。
モンキー・D・ルフィ
声 - 田中真弓
- スタイルアクション：アタッカー、覇気
- 必殺技：ゴムゴムの火拳銃、ゴムゴムの象銃乱打 / ゴムゴムの回転弾、ギア3（2年前）

ロロノア・ゾロ
声 - 中井和哉
- スタイルアクション：アタッカー
- 必殺技：六道の辻、煉獄鬼斬り / 三・千・世・界、阿修羅 弌霧銀（2年前）

ナミ
声 - 岡村明美
- スタイルアクション：テクニカル
- 必殺技：幻想妖精、雷雲＝ロッド / 蜃気楼＝テンポ、電光槍＝テンポ（2年前）

ウソップ / そげキング
声 - 山口勝平
- スタイルアクション：テクニカル
- 必殺技：緑星「ヒューマンドレーク」、緑星「衝撃狼草」 / 必殺・火の雨地獄、アトラス彗星（2年前）

サンジ
声 - 平田広明
- スタイルアクション：アタッカー
- 必殺技：熟焼グリル=ショット、地獄の思い出 / 租砕、画竜点睛ショット（2年前）

トニートニー・チョッパー
声 - 大谷育江
- スタイルアクション：テクニカル
- 必殺技：角砲11、刻蹄椰子 / 刻蹄桜吹雪、暴走（2年前）

ニコ・ロビン
声 - 山口由里子
- スタイルアクション：テクニカル
- 必殺技：千紫万紅 巨大樹「ストンプ」、二輪咲き「グラップ」 / 百花繚乱「大飛燕草」、二輪咲き「グラップ」（2年前）

フランキー
声 - 矢尾一樹
- スタイルアクション：アタッカー
- 必殺技：フランキー将軍、フランキーラディカルビーム / アルティメット・ハンマー、風来砲（2年前）

ブルック
声 - チョー
- スタイルアクション：テクニカル
- 必殺技：キントーティアス幻想曲、掠り唄 吹雪斬り / 鼻唄三丁 矢筈斬り、輪舞曲・フル・ヴォルテ（2年前）

☆スモーカー
声 - 大場真人
- スタイルアクション：テクニカル、ロギア
- 必殺技：十手乱舞、ホワイト・ハウンド

ジンベエ
声 - 宝亀克寿
- スタイルアクション：アタッカー
- 必殺技：唐草瓦正拳、無頼貫

☆マルコ
声 - 森田成一
- スタイルアクション：アタッカー
- 必殺技：再生の炎、転生の蒼炎

△クザン
声 - 子安武人
- スタイルアクション：テクニカル、ロギア
- 必殺技：アイス塊「暴雉嘴」、氷星

☆ペローナ
声 - 西原久美子
- スタイルアクション：テクニカル
- 必殺技：幽体舞踏会、幽体エクスプロージョン

ボア・ハンコック
声 - 三石琴乃
- スタイルアクション：アタッカー、覇気
- 必殺技：虜の矢、芳香脚

ポートガス・D・エース
声 - 古川登志夫
- スタイルアクション：アタッカー、覇気、ロギア
- 必殺技：火拳、大炎戒 炎帝

△バーソロミュー・くま
声 - 堀秀行
- スタイルアクション：テクニカル
- 必殺技：「お前には地獄を見せる…」、熊の衝撃

△ジュラキュール・ミホーク
声 - 掛川裕彦
- スタイルアクション：アタッカー
- 必殺技：黒刀「斬乱」、黒刀「無」

△サー・クロコダイル
声 - 大友龍三郎
- スタイルアクション：テクニカル、ロギア
- 必殺技：砂漠の向日葵、侵食輪廻

△バギー
声 - 千葉繁
- スタイルアクション：テクニカル
- 必殺技：バラバラフェスティバル、特製マギー玉

△モンキー・D・ガープ
声 - 中博史
- スタイルアクション：アタッカー
- 必殺技：愛ある拳、超・特大鉄球

エドワード・ニューゲート（白ひげ）
声 - 有本欽隆
- スタイルアクション：アタッカー、覇気
- 必殺技：一騎当千、天地鳴動

☆トラファルガー・ロー
声 - 神谷浩史
- スタイルアクション：テクニカル
- 必殺技：「メス」、「もう誰も引き返せねェ!」

△黄猿
声 - 石塚運昇
- スタイルアクション：アタッカー、ロギア
- 必殺技：八咫鏡、八尺瓊勾玉

☆エネル
声 - 森川智之
- スタイルアクション：テクニカル、ロギア
- 必殺技：MAX2億V「雷神」、雷迎

△赤犬
声 - 立木文彦
- スタイルアクション：アタッカー、ロギア
- 必殺技：大噴火、流星火山

△マーシャル・D・ティーチ（黒ひげ）
声 - 大塚明夫
- スタイルアクション：テクニカル / アタッカー（W能力）
- 必殺技：闇開、闇黒星 / 天地鳴動、闇黒星（W能力）

### 仲間ストライク専用キャラクター
首領・クリーク
声 - 立木文彦
アーロン
声 - 小杉十郎太
はっちゃん
声 - 森川智之
ワポル
声 - 島田敏
ラパーン
声 - 平井啓二
Mr.2・ボン・クレー
声 - 矢尾一樹
Mr.3
声 - 檜山修之
ロブ・ルッチ
声 - 関智一
カク
声 - 置鮎龍太郎
ジャブラ
声 - 高塚正也
ブルーノ
声 - 佐々木誠二
戦桃丸
声 - 伊倉一恵
パシフィスタ
声 - 堀秀行
マゼラン
声 - 星野充昭
ミノタウロス
声 - 粗忽屋東品川店
ハンニャバル
声 - 後藤哲夫
エンポリオ・イワンコフ
声 - 岩田光央
☆ジョズ
声 - 長嶝高士
☆ビスタ
声 - 高塚正也
☆ゲッコー・モリア
声 - 宝亀克寿

### その他のキャラクター
ナレーション
声 - 大場真人

## ダウンロードコンテンツ
前作のDLCで配布された追加コスチュームは無料で配信されている。追加コスチュームでは『真・三國無双』『戦国無双』とのコラボ衣装も配信されている。
| 内容                                                       | 配信日        |
| ---------------------------------------------------------- | ------------- |
| チャレンジシナリオ「共闘！パンクハザード」                 | 2013年3月20日 |
| 追加コスチューム ルフィ（ONPIECE FILM Z 決戦服コートなし） | 2013年3月27日 |
| 追加コスチューム ゾロ（ONPIECE FILM Z 決戦服）             | 2013年3月27日 |
| 追加コスチューム サンジ（ONPIECE FILM Z 決戦服）           | 2013年3月27日 |
| 追加コスチューム ルフィ（侍Ver）                           | 2013年3月27日 |
| 追加コスチューム ナミ（三國無双 孫尚香）                   | 2013年4月3日  |
| 追加コスチューム ロビン（三國無双 星彩）                   | 2013年4月3日  |
| チャレンジシナリオ「迫り来るメカ軍団!」                    | 2013年4月3日  |
| チャレンジシナリオ「地雷雷火事オヤジ」                     | 2013年4月3日  |
| 追加コスチューム ゾロ（侍Ver）                             | 2013年4月3日  |
| 追加コスチューム ハンコック（三國無双 貂蝉）               | 2013年4月10日 |
| 追加コスチューム ペローナ（三國無双 王元姫）               | 2013年4月10日 |
| チャレンジシナリオ「お宝いただきクイズ」                   | 2013年4月10日 |
| チャレンジシナリオ「七武海の集合地」                       | 2013年4月10日 |
| 追加コスチューム サンジ（着物Ver）                         | 2013年4月10日 |
| 追加コスチューム ナミ（戦国無双 くのいち）                 | 2013年4月17日 |
| 追加コスチューム ロビン（戦国無双 甲斐姫）                 | 2013年4月17日 |
| チャレンジシナリオ「最強能力種決定戦」                     | 2013年4月17日 |
| チャレンジシナリオ「最後の任務」                           | 2013年4月17日 |
| 追加コスチューム ウソップ（着物Ver）                       | 2013年4月17日 |
| 追加コスチューム ハンコック（戦国無双 井伊直虎）           | 2013年4月24日 |
| 追加コスチューム ペローナ（戦国無双 阿国）                 | 2013年4月24日 |
| チャレンジシナリオ「絶体絶命包囲網」                       | 2013年4月24日 |
| チャレンジシナリオ「ランキング王への道」                   | 2013年4月24日 |
| 追加コスチューム チョッパー（着物Ver）                     | 2013年4月24日 |
| 追加コスチューム エース（ストロングスタイルVer）           | 2013年5月1日  |
| 追加コスチューム ロビン（着物Ver）                         | 2013年5月8日  |
| 追加コスチューム ナミ（着物Ver）                           | 2013年5月15日 |
| 追加コスチューム ナミ（ストロングワールドVer）             | 2013年5月22日 |
| 追加コスチューム ハンコック（女ヶ島Ver）                   | 2013年5月29日 |

## 受賞歴
- PlayStation Awards2013 ゴールドプライズ賞